# مكعب فيرما
في علم الهندسة، مكعب فيرما سُمي من قبل بيير دي فيرما، وهو عبارة عن سطح معرّف بالعلاقة:
{\displaystyle x^{3}+y^{3}+z^{3}=1.\ }
وباستخدام الهندسة الجبرية نحصل على العلاقات الوسيطية لمكعب فيرما بالشكل الآتي:
{\displaystyle x(s,t)={3t-{1 \over 3}(s^{2}+st+t^{2})^{2} \over t(s^{2}+st+t^{2})-3}}
{\displaystyle y(s,t)={3s+3t+{1 \over 3}(s^{2}+st+t^{2})^{2} \over t(s^{2}+st+t^{2})-3}}
{\displaystyle z(s,t)={-3-(s^{2}+st+t^{2})(s+t) \over t(s^{2}+st+t^{2})-3}.}
وفي الفضاء5 الإسقاطي تُعطى المعادلة بالشكل:
{\displaystyle w^{3}+x^{3}+y^{3}+z^{3}=0.}
يمكن بسهولة وصف السبع وعشرون خط الموجودين على مكعب فيرما وفق الآتي: يوجد 9 خطوط تُعطى بالشكل (w : aw : y : by)، حيث a و b أرقام ثابتة  مكعبها -1، لها 18 مرافق وذلك حسب الإحداثيات المُستخدمة.

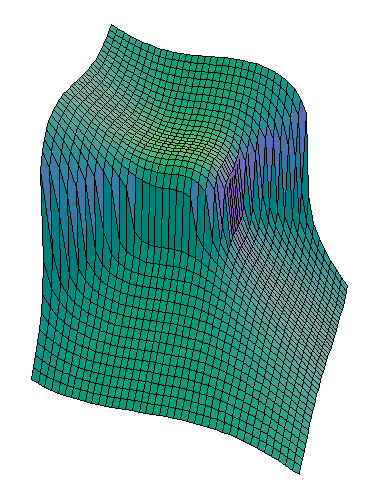
تمثيل نقط حقيقية لسطح مكعب فيرما.